# Lijst van voetbalinterlands Bosnië en Herzegovina - Malta
Deze lijst van voetbalinterlands is een overzicht van alle officiële voetbalwedstrijden tussen de nationale teams van Bosnië en Herzegovina en Malta. De landen speelden tot op heden vier keer tegen elkaar. De eerste ontmoeting, een vriendschappelijke interland, werd gespeeld in Ta' Qali op 27 januari 1999. Het laatste duel, een kwalificatiewedstrijd voor het Europees kampioenschap voetbal 2008, vond plaats op 6 juni 2007 in Sarajevo.

## Wedstrijden
| № | Plaats   | Datum            | Competitie           | Wedstrijd                     | Uitslag |
| - | -------- | ---------------- | -------------------- | ----------------------------- | ------- |
| 1 | Ta' Qali | 27 januari 1999  | Vriendschappelijk    | Malta – Bosnië en Herzegovina | 2 – 1   |
| 2 | Sarajevo | 15 augustus 2001 | Vriendschappelijk    | Bosnië en Herzegovina – Malta | 2 – 0   |
| 3 | Ta' Qali | 2 september 2006 | EK 2008 kwalificatie | Malta – Bosnië en Herzegovina | 2 – 5   |
| 4 | Sarajevo | 6 juni 2007      | EK 2008 kwalificatie | Bosnië en Herzegovina – Malta | 1 – 0   |
| 5 | Ta' Qali | 12 oktober 2025  | Vriendschappelijk    | Malta – Bosnië en Herzegovina |         |

## Samenvatting
| Competitie        | Totaal gespeeld | Winst Bosnië en Herzegovina | Gelijk | Winst Malta | Doelsaldo Bosnië en Herzegovina – Malta |
| ----------------- | --------------- | --------------------------- | ------ | ----------- | --------------------------------------- |
| EK-kwalificatie   | 2               | 2                           | 0      | 0           | 6 − 2                                   |
| Vriendschappelijk | 2               | 1                           | 0      | 1           | 3 − 2                                   |
| Totaal            | 4               | 3                           | 0      | 1           | 9 − 4                                   |

Wedstrijden bepaald door strafschoppen worden, in lijn met de FIFA, als een gelijkspel gerekend.

## Details

### Eerste ontmoeting
| Malta                                  | 2 – 1 | Bosnië en Herzegovina  |
| David Carabott 45' Carmel Busuttil 84' | goals | 29' Hasan Salihamidžić |

### Tweede ontmoeting
| Bosnië en Herzegovina             | 2 – 0 | Malta |
| Elvir Baljić 17' Elvir Baljić 44' | goals |       |

### Derde ontmoeting
| Malta                            | 2 – 5 | Bosnië en Herzegovina                                                                              |
| Jamie Pace 6' Michael Mifsud 85' | goals | 4' Sergej Barbarez 10' Mirko Hrgović 45' Mirko Hrgović 48' Zlatan Muslimović 50' Zlatan Muslimović |

### Vierde ontmoeting
| Bosnië en Herzegovina | 1 – 0 | Malta |
| Zlatan Muslimović 6'  | goals |       |